# Hypnotica
Albums de Benny Benassi
Pumphonia
(2004)
Hypnotica est le 1er album solo de Marco Benassi alias
Benny Benassi, sorti en 2003. L'album est en collaboration avec "The Biz", un groupe composé de la chanteuse Roumaine Violeta et du chanteur Italien Paul French. L'album a été un succès et fut certifié Disque d'or en France.

## Liste des pistes
| No  | Titre                                     | Durée |
| --- | ----------------------------------------- | ----- |
| 1.  | Satisfaction (featuring The Biz)          | 4:44  |
| 2.  | Able to Love                              | 3:26  |
| 3.  | No Matter What You Do (featuring The Biz) | 4:06  |
| 4.  | Let It Be                                 | 4:31  |
| 5.  | Love Is Gonna Save Us (featuring The Biz) | 5:04  |
| 6.  | Inside of Me                              | 3:50  |
| 7.  | I Wanna Touch Your Soul                   | 4:06  |
| 8.  | I'm Sorry                                 | 4:35  |
| 9.  | Time                                      | 4:41  |
| 10. | Put Your Hands Up                         | 3:54  |
| 11. | Get Loose                                 | 5:09  |
| 12. | Change Style                              | 3:43  |
| 13. | I Love My Sex                             | 3:26  |
| 14. | Don't Touch Too Much                      | 5:49  |

- Note: Piste 13 et 14 sortis sous Benassi Bros